# スタミナライス
スタミナライスは料理の1種。以下のように複数ある。

## 根室市
スタミナライスは北海道根室市の地方料理である。B級グルメとされることもある。
ライスの上にトンカツを載せ、野菜炒めをかけた後、目玉焼きまたは生卵をトッピングした料理。当時、地元の漁師が気軽に食べられてスタミナのつくものをという要望に応えて、1963年（昭和38年）に根室港近くにあった喫茶「香」（現「ニューかおり」）が販売したのが始まりで、市内の他の店舗やスーパーでも提供されるようになった。

## カナリア
スタミナライスは早稲田大学の正門と馬場下町交差点の間にあった「キッチンカナリア」で提供されていた料理で、スタライと通称される。
平皿にライスをよそった後に麻婆豆腐のような餡をかける。追加料金で生卵かゆで卵のトッピングも可能。